# Mydrosoma longitarse
Mydrosoma longitarse är en biart som först beskrevs av Heinrich Friese 1925.  Mydrosoma longitarse ingår i släktet Mydrosoma och familjen korttungebin. Inga underarter finns listade i Catalogue of Life.